# Кавабуті Сабуро
Сабуро Кавабуті (яп. 川淵 三郎, нар. 3 грудня 1936, Осака) — японський футболіст, що грав на позиції нападника. По завершенні ігрової кар'єри — футбольний тренер.
Усю ігрову кар'єру провів у клубі «Фурукава Електрік», а також виступав за національну збірну Японії. Згодом на посаді тренера також працював лише з цими двома колективами.

## Клубна кар'єра
Виступав за студентську команду Університету Васеда. У дорослому футболі дебютував 1961 року виступами за команду «Фурукава Електрік», кольори якої і захищав протягом усієї своєї кар'єри гравця, що тривала десять років. З 1965 року грав у новоствореній Японській футбольній лізі, в якій за 5 сезонів зіграв у 68 матчах і забив 10 голів.

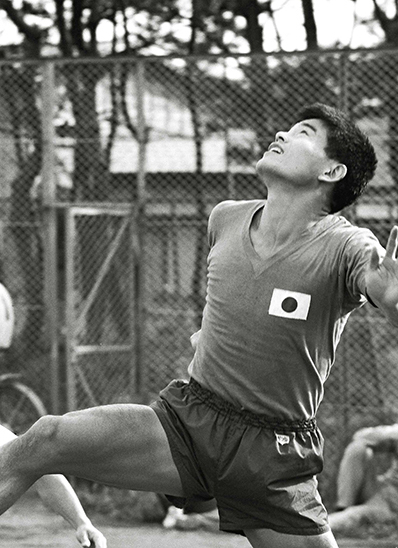
Сабуро Кавабуті на Олімпійських іграх 1964 року.

## Виступи за збірну
1958 року дебютував в офіційних матчах у складі національної збірної Японії.
1964 року у складі збірної був учасником футбольного турніру на домашніх Олімпійських іграх в Токіо, де японці дійшли до чвертьфіналу.
Протягом кар'єри у національній команді, яка тривала 8 років, провів у формі головної команди країни 26 матчів, забивши 8 голів.

## Кар'єра тренера
Розпочав тренерську кар'єру невдовзі по завершенні кар'єри гравця, 1972 року, очоливши тренерський штаб клубу «Фурукава Електрік», де пропрацював до 1975 року.
З 1976 року працював у структурах Японської футбольної ліги та Японської футбольної асоціації. Крім того, з листопада 1980 по березень 1981 року недовго був тренером національної збірної Японії.

## Статистика виступів

### Статистика клубних виступів
| Сезон | Команда                       | Чемпіонат | Чемпіонат | Чемпіонат |
| Сезон | Команда                       | Ліга      | Ігор      | Голів     |
| ----- | ----------------------------- | --------- | --------- | --------- |
| 1965  | «Фурукава Електрік»           | ЯФЛ       | 14        | 3         |
| 1966  | «Фурукава Електрік»           | ЯФЛ       | 14        | 4         |
| 1967  | «Фурукава Електрік»           | ЯФЛ       | 14        | 1         |
| 1968  | «Фурукава Електрік»           | ЯФЛ       | 14        | 1         |
| 1969  | «Фурукава Електрік»           | ЯФЛ       | 12        | 1         |
| 1970  | «Фурукава Електрік»           | ЯФЛ       | 0         | 0         |
|       | Усього за «Фурукаву Електрік» |           | 68        | 10        |

### Статистика виступів у національній збірній
| Збірна Японії | Збірна Японії | Збірна Японії |
| Роки          | Ігри          | голи          |
| ------------- | ------------- | ------------- |
| 1958          | 2             | 2             |
| 1959          | 9             | 3             |
| 1960          | 1             | 0             |
| 1961          | 6             | 1             |
| 1962          | 6             | 2             |
| 1963          | 0             | 0             |
| 1964          | 0             | 0             |
| 1965          | 2             | 0             |
| Усього        | 26            | 8             |

## Досягнення
- Володар Кубка Імператора

«Фурукава Електрік»: 1961, 1964